# Ревущие двадцатые
Ревущие, или бурные двадцатые (англ. Roaring Twenties) — период 1920-х годов в Северной Америке и Западной Европе; период начался с возвращения к мирной жизни после Первой мировой войны. 
Название характеризует динамичность искусств, а также культурного и социального прогресса этих лет: радикально изменились мода и стиль одежды, наступил расцвет джаза и ар-деко, радиовещание стало повсеместным, кинематограф обрёл звук и из редкого развлечения превратился в массовый вид досуга и отдельный вид искусства. 
В двадцатых годах был сделан ряд важных научных открытий и изобретений, имевших далеко идущие последствия, в отдельных странах отмечался беспрецедентный рост промышленности и потребительского спроса. 
Дух ревущих двадцатых современниками воспринимался как радикальная модернизация и окончательный разрыв с традиционными ценностями викторианской эпохи. Благодаря новым технологиям всё казалось легко осуществимым. Жизнь представлялась фривольным танцем. Фрэнсис Скотт Фицджеральд нарёк это время «веком джаза».
Во Франции и франкоязычной части Канады это время называют «сумасшедшие двадцатые» («années folles»).
Социальные и культурные изменения двадцатых годов начинались в крупнейших городах США и Европы: Чикаго, Новом Орлеане, Нью-Йорке, Филадельфии, Париже и Лондоне. США достигли на тот момент доминирования в сфере финансов, в то время как Германия, проиграв войну, не была способна даже выплачивать репарации, наложенные на неё по Версальскому мирному договору. Чтобы решить эту проблему, был предложен план Дауэса, по которому Германии был предоставлен кредит для укрепления её экономики и рассрочка платежей в пользу победителей. США стали крупнейшим кредитором как Германии, так и других европейских стран. 
К середине 1920-х годов мировая экономика укрепилась, и вторая половина десятилетия даже в Германии известна как «золотые двадцатые». 
В конце 1929 года произошёл биржевой крах, ознаменовавший конец эпохи ревущих двадцатых. Миллионы людей внезапно лишились средств к существованию. После биржевого кризиса начался коллапс производства, умноживший бедствия за счёт роста безработицы. Последовавшая длительная экономическая рецессия получила название Великая депрессия.

## Экономика США

Ежегодный валовой внутренний продукт США в 1920—1940 годах и его долговременная тенденция к общему росту

Хотя фермерство и горнорудная промышленность после Первой мировой войны 1914 — 1918 годов переживали трудные времена, в целом экономика США быстро перестроилась на мирное производство и продолжала расти. США стали самой богатой страной мира, их промышленность обеспечивала массовое производство, а общество привыкло к потребительству.
Демобилизованные солдаты по возвращении домой получили жалование и тратили его на новые продукты, появившиеся в это время на рынке. Прекращение военных заказов поначалу вызвало в экономике короткую, но глубокую депрессию, однако по мере возвращения демобилизованных солдат в мирную жизнь она прекратилась. Предложение на рынке превышало спрос, что обусловило сравнительно низкие цены на товары и стимулировало продажи в кредит, но в течение 1920-х годов потребление росло.
Во время президентства Уоррена Гардинга (1921—1923 гг.) ещё не все демобилизованные нашли работу, и уровень безработицы поначалу доходил до 20 %. В 1913 году подоходный налог составлял 7 %, но в годы войны его увеличили до 77 %, что делало производство невыгодным. Чтобы оживить экономику, Гардинг начал понижать налоги (до 25 % к 1925 году) и принял ряд других мер, что в совокупности привело к экономическому буму в годы правления следующего президента Калвина Кулиджа (1923—1929 гг.). В то же время из-за широкого потребительского кредитования в экономике образовался спекулятивный пузырь, спровоцировавший крах 1929 года, когда к власти пришёл президент Герберт Гувер. Он пытался сохранить за правительством роль арбитра в делах бизнеса, не вмешиваясь непосредственно в экономические процессы, но успеха в борьбе с наступившим кризисом не добился.

### Новые продукты и технологии

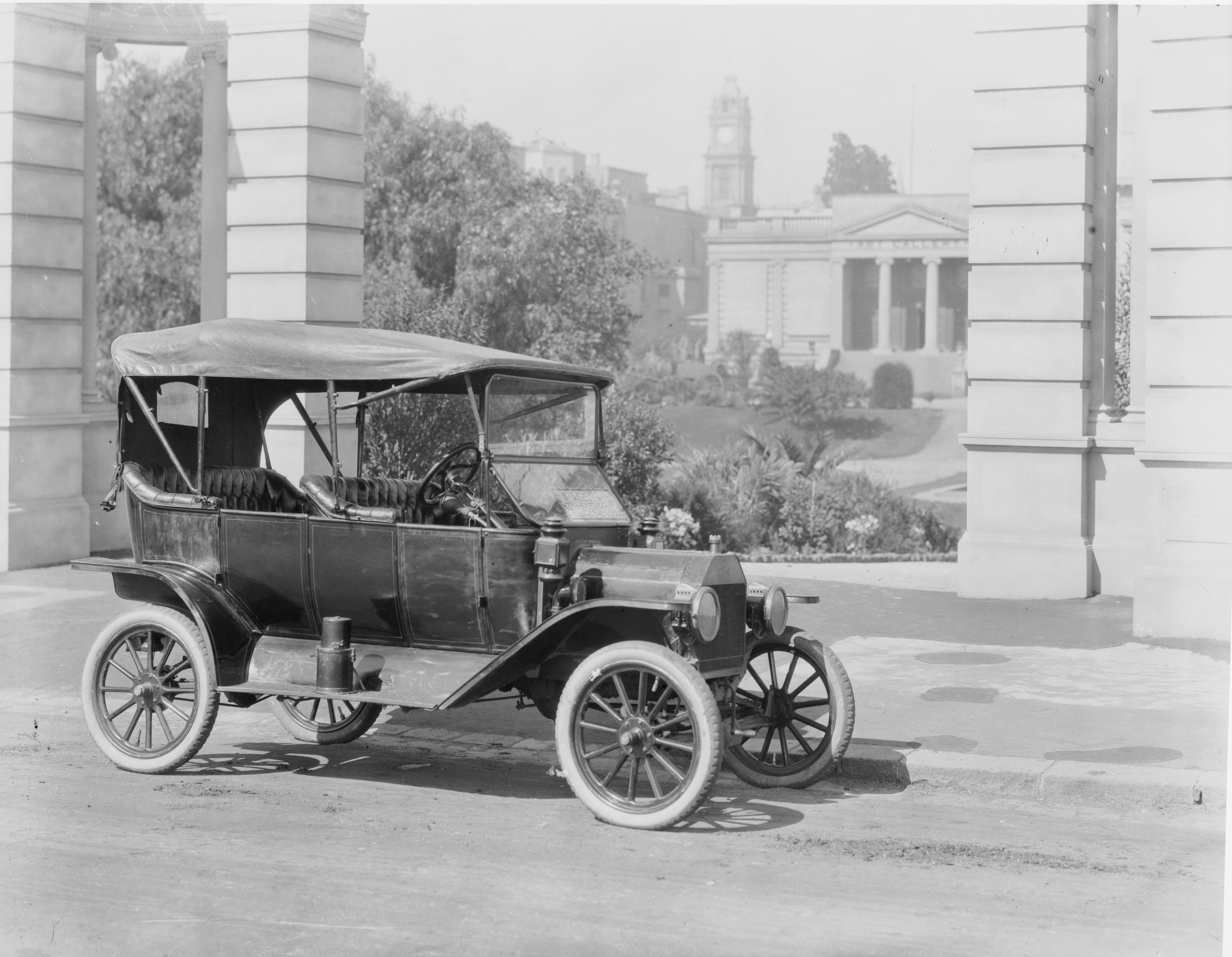
Автомобиль Ford T

Поточное производство было рассчитано на сбыт продукции среднему классу. В результате в 1920-х годах автомобиль, кинофильмы, радио и продукты химической промышленности стали массовыми. Быстрее всего росла автомобильная промышленность. До войны автомобили были роскошью, но в 1920-е годы они стали обычным явлением. К 1927 году было продано 15 миллионов штук модели Форда Т. Одновременно появлялись шоссейные дороги, мотели, станции обслуживания, рынок подержанных автомобилей и новые жилые дома вдалеке от линий общественного транспорта.
Радио стало первым средством массовой информации и поначалу было дорогим. Оно предложило новые развлечения и средства рекламы, благодаря чему приобрело столь высокую значимость, что стало частью массовой культуры. В США в 1927 году была создана Федеральная комиссия по радио, которая, вопреки распространённому заблуждению, не «установила государственный контроль над радио», а лишь переняла часть полномочий Департамента торговли, который прежде уже занимался вопросами радиовещания и даже выдавал соответствующие лицензии. После передачи полномочий, связанных с радиовещанием, Федеральной Радиокомиссии, был утверждён Закон о Радио, который, в связи со взрывообразным ростом числа радиостанций, ввёл регистрацию частот вещания, а также взял на себя функции своеобразной цензуры, установив три запрета: 1) выходить в эфир на частотах, уже занятых другой станцией; 2) распространять богохульство; и 3) передавать «непристойности» (то есть передачи порнографического характера), какие казались немыслимыми в 1910-х, но неожиданно оказались востребованными в 1920-х.
В 1925 году появился электрофон и электрические способы звукозаписи, что стимулировало дальнейшее распространение грампластинок. Производство кинофильмов также переживало бум, что привело к возникновению центра киноиндустрии в Голливуде и создало новый способ развлечения, вытеснивший прежний водевиль. Ходить в кино было дешевле, и оно быстро стало массовым. (О кинематографе см. ниже в разделе «Культура».)
В 1927 году Чарльз Линдберг впервые совершил трансатлантический полет, что продемонстрировало возможности коммерческой авиации, развивавшейся затем в 1930-х годах. Среди важных открытий и изобретений, сделанных в этот период и реализованных в недалеком будущем, были разработки телевидения и выделение Александром Флемингом первого антибиотика, пенициллина.

### Новая инфраструктура
Появление новых технологий потребовало новой инфраструктуры, и её создание в основном финансировалось правительством. Для автомобилей было важно наличие хороших шоссейных дорог. Электрификация в США во время Первой мировой войны замедлилась, но с 1918 года создание общенациональных электрических и телефонных сетей продолжалось. Большая часть индустрии перешла с парового привода на электричество.  Строилось множество новых электростанций. Продолжающаяся урбанизация привела также к развитию современных систем канализации. Как правило, все эти заботы подлежали ответственности местных властей, которые не справлялись с финансированием решения всех проблем своих регионов и к началу Великой депрессии оказались в долгах. Помогать им пришлось федеральному правительству, которое использовало для этого доходы от военных репараций и федеральных налоговых сборов.

### Урбанизация в США
Урбанизация в 1920-х годах достигла пика. Впервые количество городских жителей Америки превысило сельское население. В крупнейших городах проживало около 15 % населения. В Нью-Йорке и Чикаго строили небоскребы. Финансовый и страховой сектор экономики бурно росли. Количество работников категории белых воротничков увеличилось настолько, что не только в больших, но и в городах сравнительно небольших размеров они стали составлять значительную часть населения. В должности мелких клерков, работающих с бумагами, пишущей машинкой и телефоном, нередко работали незамужние женщины. Быстрее всего росли города Среднего Запада, где не было проблем со снабжением горожан продуктами питания из прилегающих сельскохозяйственных регионов. Открытие Панамского канала привело к облегчению коммуникаций с городами на тихоокеанском побережье, что привело к их бурному росту.

## Культура США

#### Потерянное поколение
Потерянным поколением называли молодых людей, призванных на фронты Первой мировой войны и не сумевших психологически приспособиться после возвращения к мирной жизни. Их восприятие мира отображал круг писателей, в который входили Эрнест Хемингуэй, Фрэнсис Скотт Фицджеральд, Гертруда Стайн и другие. Писатели потерянного поколения преимущественно были американцами, поселившимися после войны в Париже, известными также как экспатрианты. Их жанром стали романы и рассказы о наступлении эпохи материализма и индивидуализма, об ушедших романтических иллюзиях и утраченных идеалах.

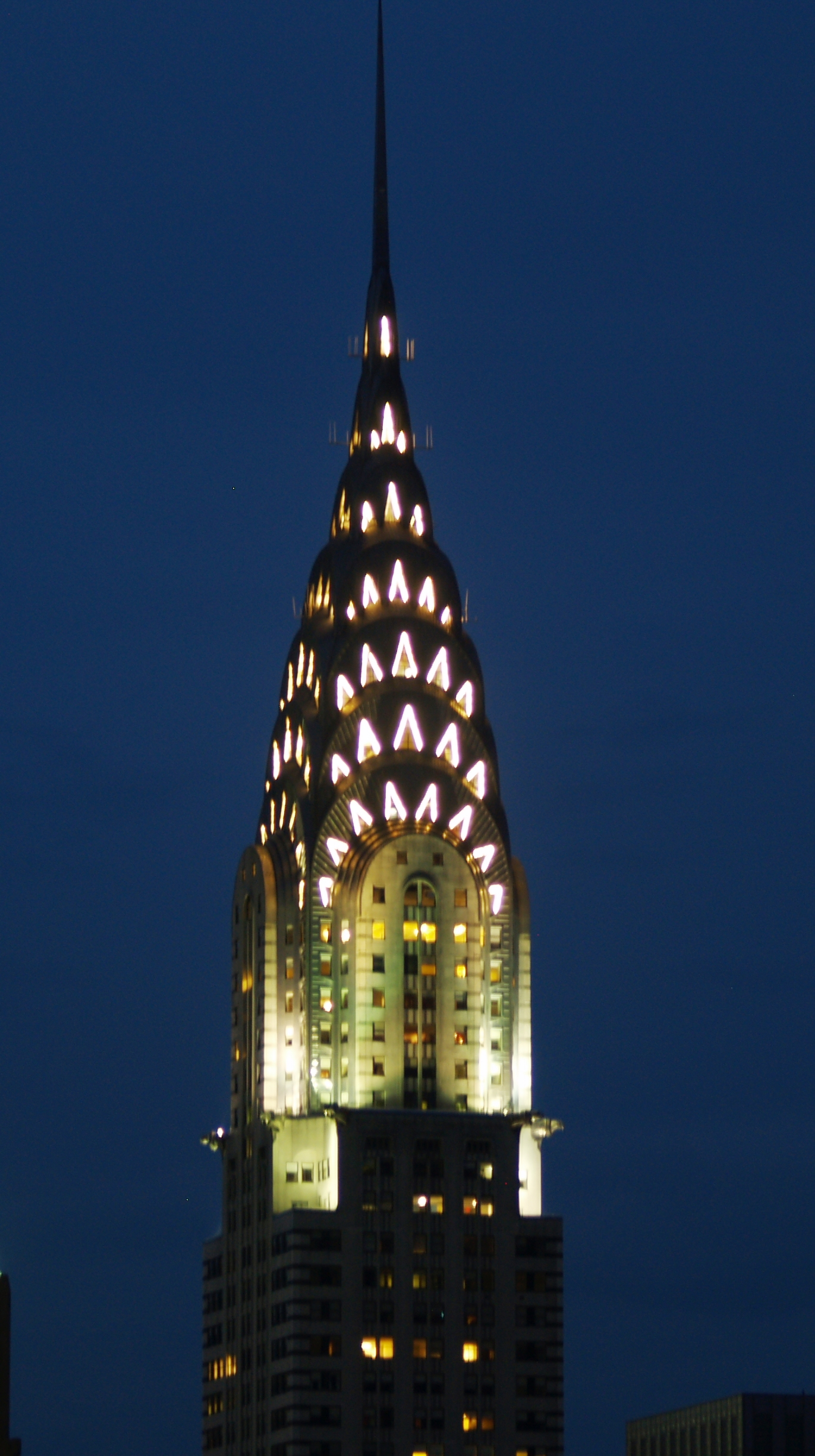
Крайслер-билдинг — нью-йоркский небоскреб, построенный в стиле ар-деко

#### Социальная критика
Другой круг американских писателей продолжал в своем творчестве отражать идеи прогрессистов, критикуя лицемерие и цинизм наполнявших Америку роскоши и гламура. Среди них наиболее популярен был Синклер Льюис. В романе «Главная улица» («Main Street», 1920) он сатирически описывал тупость и невежество жителей городка на Среднем Западе. В романе «Эльмер Гентри» («Elmer Gantry», 1927) высмеяна выставленная на продажу религиозность американских обывателей. Другими писателями этого литературного течения были Шервуд Андерсон и Эдит Уортон.

### Ар-деко и другие стили
Ар-деко, характерный для «ревущих двадцатых» стиль архитектуры и дизайна, зародился в Бельгии и, завоевав Европу, докатился до США к середине 1920-х годов. В Нью-Йорке в этом стиле построено одно из самых высоких зданий — Крайслер-билдинг.
В 1920-х годах живопись в США развивалась иначе, чем в Европе, где художественные стили были более разнообразными и наряду с ар-деко развивались, например, экспрессионизм и сюрреализм. Как констатировал известный американский художник Ман Рэй в 1920 году: «Дадаизм не может жить в Нью-Йорке». В целом живопись и архитектура США продолжали традиции модернизма.

### Кинематограф
В начале 1920-х годов кино ещё оставалось немым и чёрно-белым. Первый цветной кинофильм появился в 1922 году, а в 1926 году киностудия Warner Bros. выпустила свой первый фильм со звуком и музыкой. Их первой работой, в которой персонажи заговорили, стал фильм «Певец джаза». Звуковое кино пользовалось бешеным успехом у публики, и студии работали круглосуточно.
Чрезвычайно популярна была мультипликация. Одним из первых популярных мультипликационных персонажей был кот Феликс. В конце 1920-х годов появилась студия Уолта Диснея и его Микки Маус, который дебютировал в 1928 году в мультфильме «Пароходик Вилли».
Список кинозвезд того времени включает таких знаменитостей, как Рудольфо Валентино, Чарльз Чаплин, Бастер Китон, Гарольд Ллойд, Грета Гарбо, Уорнер Бакстер, Клара Боу, Луиза Брукс, Биби Даниелс, Мэри Астор, Нэнси Кэрролл, Джанет Гейнор, Чарльз Фаррелл, Джон Гилберт, Долорес дель Рио, Джон Берримор, Норма Ширер, Джоан Кроуфорд, Мэри Пикфорд, Дуглас Фэрбенкс, Анна Мэй Вонг, Эл Джолсон.

### Гарлемский ренессанс. Популярная музыка

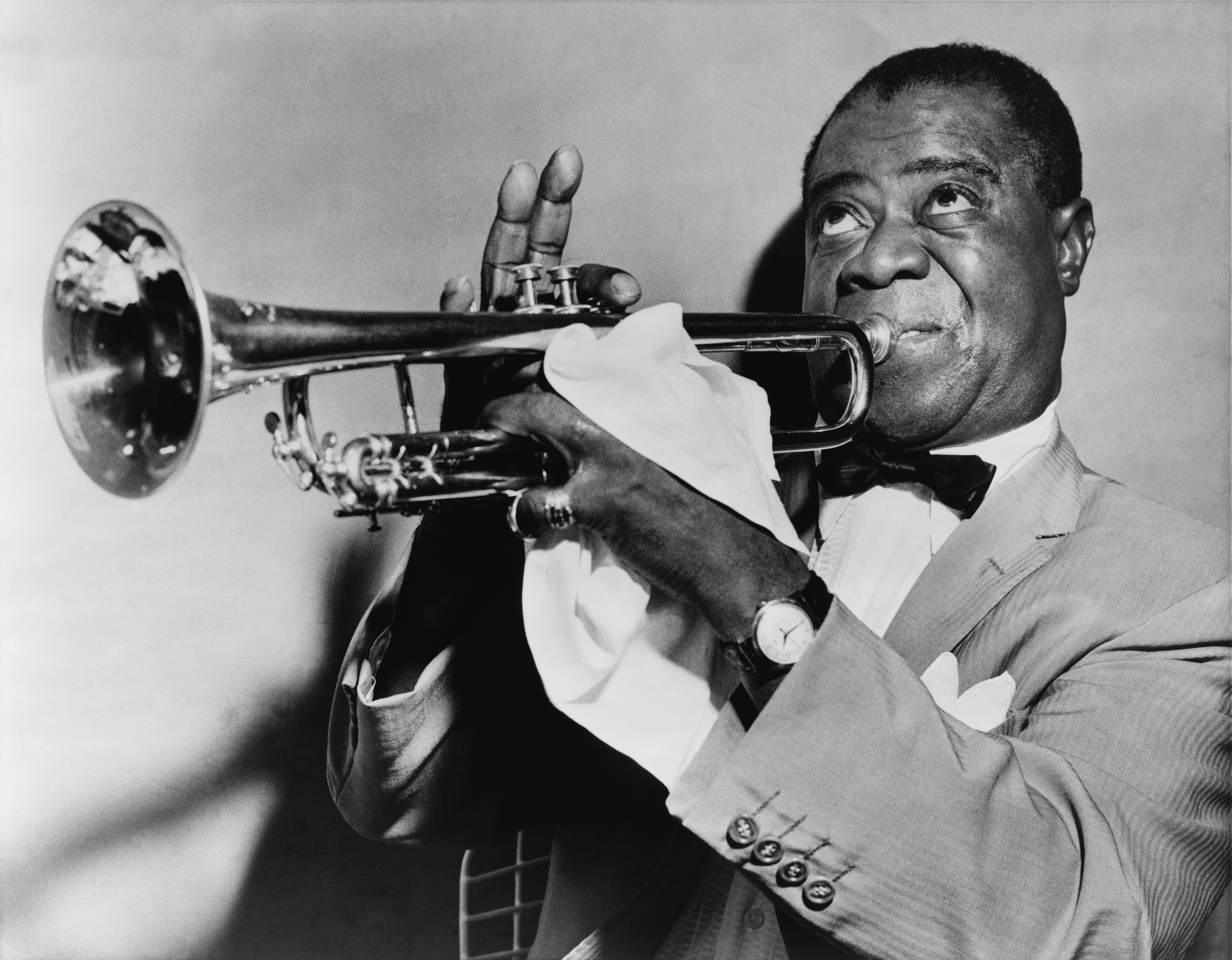
Луи Армстронг

В 1920-х годах впервые в американской истории начался расцвет афроамериканской культуры (т. н. гарлемский ренессанс). Его средоточием стали этнические клубы Гарлема. Лэнгстон Хьюз и другие чернокожие сыграли ведущую роль в становлении джазового стиля поэзии. В обществе начался пересмотр стереотипных взглядов на "негров", проявлением чего стал отход от блэкфейса. В 1923 году в Гарлеме создан баскетбольный клуб «Нью-Йорк Ренессанс», чья команда стала одной из лучших в мире.
Наибольшей популярностью среди музыкальных стилей 1920-х годов пользовался джаз, в особенности страйд. В эту эпоху началось творчество знаменитых джазовых певцов и музыкантов, таких как Луи Армстронг, Дюк Эллингтон, Сидней Беше, Джелли Ролл Мортон, Бикс Байдербек, Бинг Кросби. Среди других популярных музыкальных течений этой эпохи — блюз, одной из наиболее известных исполнительниц которого была Бесси Смит, а также стиль кантри.

### Музыка
На 1920-е годы приходится «Век джаза».

### Танец
В американской культуре обучение танцам в специальных клубах издавна входило в курс обучения молодежи, но к концу 1920 гг. их популярность резко возросла. Классические пьесы, оперетты, народные песни были аранжированы так, чтобы принять вид легкой танцевальной музыки, ожидаемой публикой. Клубы спонсировали танцевальные конкурсы, на которых участники демонстрировали новые танцевальные движения. Профессионалы демонстрировали искусство степа и других популярных танцев той эпохи в турах по США. С появлением звукового кино популярными стали и киномюзиклы.
Заметную роль в развитии танцевальных стилей сыграл Гарлем, особенно клуб Коттон (Cotton Club), который привлекал публику всех рас, классов и образов жизни. Исполнителями в нём были афроамериканцы, но клиентами преимущественно белые. Другие клубы Гарлема собирали в основном публику из цветных.
Самыми популярными танцами эпохи были фокстрот, вальс и американское танго. В 1920-х годах распространились также чарльстон и блюз, основанные на афроамериканских ритмах. Чарльстон стал популярным после его появления в двух шоу бродвейского театра. В 1927 г. главным бальным танцем стал линди хоп, сопровождаемый страйдом в ритме рэгтайма. Позже из линди хопа развился свинг.

## Американское общество

### Моды

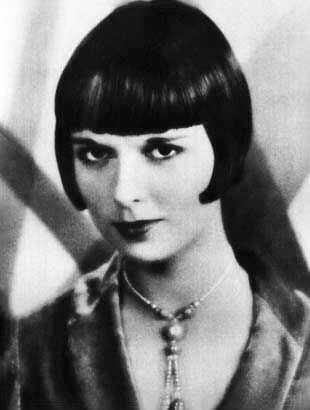
Луиза Брукс — флэппер

По фильмам и журналам тех лет можно получить представление о своеобразной моде ревущих двадцатых. Для молодых девушек (т. н. флэпперов) носить короткие юбки, коротко стричься и слушать джаз было одновременно модной тенденцией и социальной позицией, эпатажным разрывом с традиционными ценностями викторианской эпохи с её корсетами и длинными юбками, закрывающими ноги. В моду вошли фетровые шляпы; наиболее популярным дамским фасоном стала шляпка-клош. Популярным стало также использование косметики, которая ранее считалась атрибутом проституток.

### Изменения в социальном положении женщин

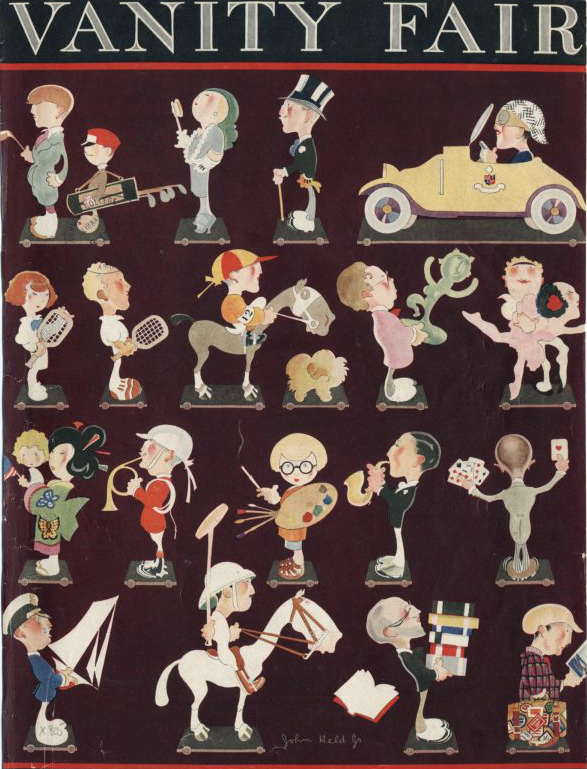
Популярные в 1920-е развлечения на обложке журнала Vanity Fair (апрель 1921 г.)

После принятия в 1920 году поправки к конституции о предоставлении женщинам всей полноты гражданских прав образовалось новое поколение женщин, менталитет которых существенно отличался от прежних. Ранее даже феминистки считали, что женщина должна иметь выбор между семьёй и карьерой, так как уделять достаточно времени и тому и другому не представлялось возможным. Новое поколение 1920-х годов желало совместить семейные ценности и успешную карьеру. Эти женщины стали уделять меньше внимания общественной активности по сравнению с поколением прогрессисток, они стремились на равных участвовать и побеждать в конкурентной борьбе.
После того, как в годы Первой мировой войны женщины заняли рабочие места мужчин, ушедших на фронт, они начали работать в химической, автомобильной и даже сталелитейной промышленности, что ранее считалось для женщин невозможным. Места низкооплачиваемых работников, в том числе на тяжёлых работах, нередко занимали афроамериканки. Около 75 % из них было занято на сельскохозяйственных работах, в прачечных, а также выполняло обязанности домашней прислуги.
Поскольку законодательство к 1920-м годам ввело ограничения на продолжительность рабочего дня и размер минимальной заработной платы, работодатели усилили давление на работников с тем, чтобы заставить их работать быстрее и эффективнее, в частности, используя системы премирования. Рост экономики позволял создавать всё новые рабочие места, так что даже представители низших классов могли выбирать себе работу. В отличие от предшествующих поколений, молодые работницы не были вынуждены работать, чтобы обеспечивать семью, и нередко предпочитали получать профессиональное образование, чтобы иметь ещё больший выбор. За счет этого росла и социальная мобильность.
Получив избирательные права, феминистки не прекратили политическую борьбу, но теперь они сфокусировали свою активность на борьбе с дискриминацией работников по признаку пола. В школах и университетах было введено совместное обучение детей и молодёжи обоих полов. Различия в обучении заключались лишь в том, что девушки обычно выбирали курсы домашней экономики, «Муж и жена», «Материнство» и «Семья как экономическая ячейка». Многие девушки поступали в колледж с целью выбрать себе подходящего жениха. С распространением автомобилей свидания стали возможны в более интимной обстановке, а «петтинг», сексуальные отношения без настоящей половой близости, — социальной нормой студенческой жизни. Кроме того, в обществе распространилось убеждение, что женщины не меньше мужчин нуждаются в половой жизни и что, согласно теории Зигмунда Фрейда, подавление сексуальных желаний разрушительно для психики. В то же время американские представления о семейных добродетелях в целом не изменились. Считалось, что все добропорядочные женщины должны выйти замуж, заботиться о детях, доме и домашней кухне, а также иметь достаточно средств, чтобы не ограничивать себя в покупках, важных для дома и семьи.

### Толерантность к меньшинствам
Ревущие двадцатые известны смягчением отношения к этническим меньшинствам. В частности, впервые в американской истории белые и чернокожие американцы могли вместе появляться на сцене и в кинофильмах. В ночных клубах можно было видеть представителей разных рас, сидящих за одним столом и даже танцующих вместе. См. подробнее гарлемский ренессанс.
В эту эпоху женщины начали носить брюки, а мужчины завивать волосы. В популярной песне тех лет старшее поколение не понимает новых мод и осуждает тенденцию к унификации одежды и манер обоих полов:
Маскулинные девы, фемининный мужик,

Кто петух, а кто курица из них?

Их теперь не разгонишь, и посмотри:

Сестра себе пытается что-то брить,

Братишка завился на перманент,

Их теперь не приструнишь. Нет и нет.

Когда я был молод, было попроще

Разобрать, где тут зять, а где тут тёща,

А теперь не поймёшь, кто из них кто.

Трусики, брюки шириной с пальто,

Никто не скажет, кто в них одет.

Женомужчинами полон весь свет!
Оригинальный текст (англ.)Masculine women, Feminine men

Which is the rooster, which is the hen?

It's hard to tell 'em apart today! And, say!

Sister is busy learning to shave,

Brother just loves his permanent wave,

It's hard to tell 'em apart today! Hey, hey!

Girls were girls and boys were boys when I was a tot,

Now we don't know who is who, or even what's what!

Knickers and trousers, baggy and wide,

Nobody knows who's walking inside,

Those masculine women and feminine men!
— слова Эдгара Лесли (Edgar Leslie) на музыку Джеймса Монако (James V. Monaco)
Некоторые кинозвёзды почти открыто жили в гомосексуальных парах. Среди них, в частности, называют известную американскую актрису русского происхождения Аллу Назимову. В 1927 г. Мэй Уэст написала пьесу о гомосексуальности (The Drag) с аллюзиями к творчеству Карла Генриха Ульрихса, которая имела колоссальный успех у публики. Мэй Уэст предлагала рассматривать право на секс как одно из неотъемлемых прав человека и стала одним из ранних представителей движения за права сексуальных и гендерных меньшинств.

### Законы об иммиграции
В 1920-х годах в Америке усилилась ксенофобия. В 1924 году принят новый закон об ограничении иммиграции, который практически свёл на нет массовую иммиграцию европейцев в Америку, имевшую место до Первой мировой войны. Кроме того, Калифорния и многие другие штаты ввели ограничения на покупку земли иностранцами. Они не распространялись лишь на филиппинцев, так как Филиппины в то время были одной из заморских территорий США. Чтобы обойти эти законы, японцы и другие выходцы из Азии переводили права собственности на недвижимость на своих детей, рождённых в США и имевших гражданские права по праву рождения.

### Сухой закони мафия

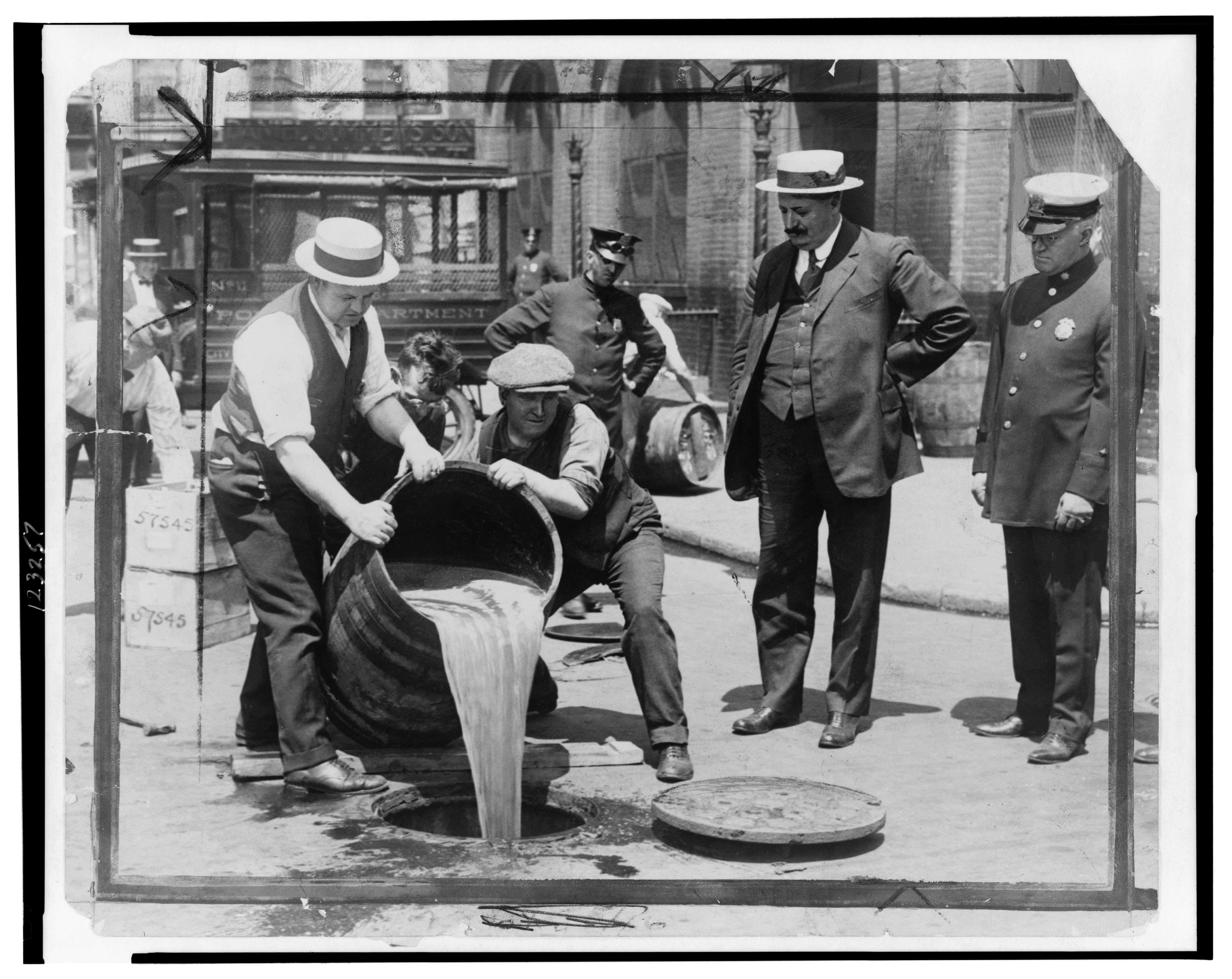
Руководитель полиции Нью-Йорка Джон Линч (справа) руководит операцией слива ликёра в канализацию после проведённого рейда.

К 1920-м годам специальной восемнадцатой поправкой к Конституции в США были запрещены производство, продажа и импорт спиртных напитков. Поправка была проведена при поддержке протестантских религиозных организаций и прогрессистов. Поскольку употребление спиртных напитков не запрещалось, их контрабанда и сбыт стали монополией организованной преступности, что значительно увеличило её доходы и способствовало её распространению в американском обществе. Одним из руководителей американских преступных организаций того времени, ставших символом американской мафии и эпохи ревущих двадцатых, стал знаменитый Аль Капоне. Другим известным мафиози был Лаки Лучано.
Подпольное производство и продажа спиртных напитков, а также торговля контрабандными товарами в США стали настолько широким явлением, что получили в языке собственное определение — бутлегерство.
Питейные заведения того времени, в которых подавали алкогольные напитки, называли спикизи. Распространённые на всей территории США, они зависели от контрабандных поставок спиртного и контролировались региональной организованной преступностью. На бутлегеров — торговцев спиртными напитками вели охоту полиция и специальные правительственные агенты, но они, как правило, ловили лишь мелких торговцев и подставных лиц, формально владевших спикизи, в то время как боссы мафии уходили от ответственности и помогали своим попавшимся подчинённым выйти из тюрьмы или облегчали им отбывание наказания. В крупных городах спикизи нередко были фешенебельными заведениями с хорошей кухней, живой оркестровой музыкой и сценой, на которой исполняли популярные песни и давали шоу. Их владельцы нередко подкупали полицейских, чтобы те либо закрывали глаза на деятельность заведения, либо предупреждали о готовящихся полицейских акциях.

### Одиночный полёт через Атлантику
В 1927 году весь мир прославлял ранее малоизвестного американского лётчика Чарльза Линдберга, впервые совершившего одиночный беспосадочный перелет через Атлантический океан. Он вылетел из Нью-Йорка на одномоторном самолёте американского производства 20 мая и приземлился в Париже через 33,5 часа. Там президент Франции вручил ему орден Почётного легиона, а по возвращении в США флотилия военных кораблей и самолётов сопровождала Ч. Линдберга в Вашингтон, где он первым получил американский крест лётных заслуг из рук президента Кулиджа.
Полёт Чарльза Линдберга убедительно доказал возможность организации трансконтинентальных грузовых и пассажирских перевозок авиацией, впервые сломав монополию океанского флота на коммуникации между континентами.

### Спорт

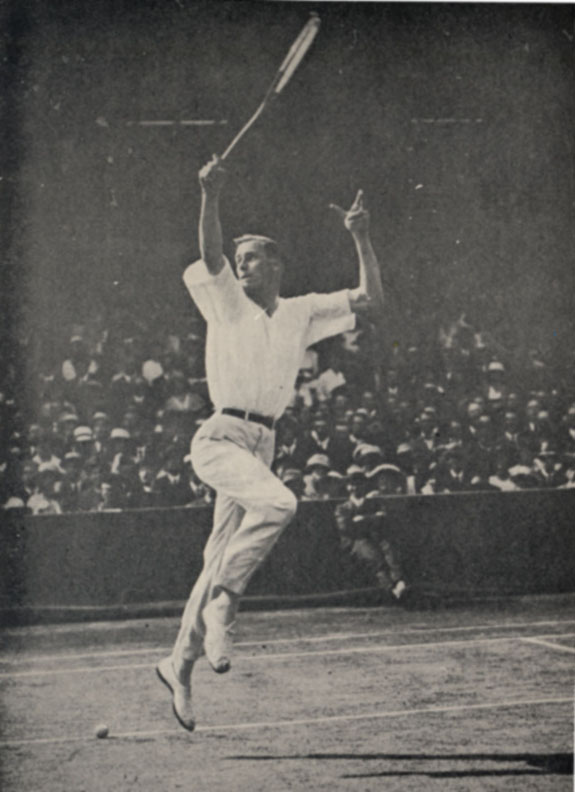
Билл Тилден — теннисная звезда 1920-х гг. Впоследствии попал в тюрьму за однополые связи.

Ревущие двадцатые были десятилетием, в котором во всем мире резко изменилось отношение к спорту. Во всех регионах США спортивные соревнования были чрезвычайно популярны. Интерес к спорту подогревала и только что появившаяся спортивная журналистика. Спортивные достижения стали новой формой героизма, отличавшейся от прежних моделей мужественности. Высшие учебные заведения поощряли и поддерживали спортивные соревнования и достижения своих студентов. Некоторые виды спорта, ранее недоступные для среднего класса, такие как гольф, теперь пользовались массовой популярностью. Появились новые виды спорта, например, гонки на автомобилях.
Самым популярным американским атлетом 1920-х годов был бейсболист Бейб Рут. Очень популярны были также боксёр в супертяжелом весе Джек Демпси и теннисист Билл Тилден.

## Политика в США
Уоррен Гардинг выиграл президентские выборы 1920 года под лозунгом возвращения к «нормальности», под которой подразумевались возвращение США после мировой войны к политике американского изоляционизма и невмешательства в европейские дела, обеспечение привилегированного положения урождённых американцев по сравнению с иммигрантами и иностранцами («нативизм»), сворачивание экономической активности правительства и возвращение к политике laissez-faire, невмешательства властей в экономическую деятельность. Кроме того, Гардинг впервые использовал возможности американского кинематографа и фотографии, в том числе с популярными киноактёрами: Элом Джолсоном, Дугласом Фэрбенксом, Мэри Пикфорд и др., а также другими знаменитостями: Томасом Эдисоном, Генри Фордом, Гарви Самуэлом Файрстоуном.
Одним из важнейших достижений администрации Гардинга была Вашингтонская конференция (1921—1922) по сдерживанию гонки вооружений. В то же время члены его администрации были уличены во взяточничестве, и его преждевременную смерть от болезни сердца связывают с волнением из-за этих скандалов.
После внезапной смерти Гардинга его пост занял вице-президент Калвин Кулидж, который затем стал избранным президентом по итогам выборов 1924 года. Инаугурация Кулиджа впервые в истории США транслировалась по радио. В 1924 году он же впервые произнёс по радио политическую речь. В целом Кулидж продолжал политику Гардинга, в том числе придерживаясь идей изоляционизма, что впрочем не помешало ему подписать один из важнейших документов международного права того времени, пакт Бриана — Келлога.